# Tour della nazionale maschile di rugby a 15 dell'Italia 2005
Nel giugno 2005 la nazionale italiana di rugby intraprese un tour recandosi in Argentina ed Australia.
Furono previsti tre test match tra la seconda e l'ultima settimana del mese di giugno: due contro la nazionale argentina a Salta e Córdoba ed uno contro la nazionale australiana a Melbourne. In preparazione ai primi due incontri ufficiali, il 4 giugno venne programmata una gara d'avvicinamento senza il riconoscimento del cap internazionale dalle due federazioni  a San Salvador de Jujuy tra Argentina "XV" e Italia "XV".
L'Argentina usciva da un prestigioso pareggio a Cardiff per 25-25 contro i British Lions in procinto di affrontare la loro tournée in Nuova Zelanda, mentre l'Australia era la seconda forza del ranking IRB.
Commissario tecnico della nazionale italiana era il francese Pierre Berbizier, da un mese e mezzo nell'incarico e al suo primo ciclo d'incontri con la squadra. Berbizier selezionò un primo gruppo di 56 giocatori, tra cui scelse 30 Azzurri per la tournée dal 30 maggio al 28 giugno; Alessandro Troncon tra gli assenti di rilievo.
La spedizione si aprì a San Salvador de Jujuy contro un XV dei Pumas cui Berbizier oppose una formazione per buona parte sperimentale, con diverse variazioni rispetto al XV base (Robertson, Mannato, Moretti ed anche esordienti quali Sole); il risultato finale fu positivo per l'Italia, sia nel punteggio (vittoria 32-14) sia nel gioco.
Le impressioni emerse nell'incontro non ufficiale tra le due formazioni trovarono conferma nel fine settimana seguente a Salta dove l'Italia, benché sconfitta nel test match contro i Pumas orfani di 5 giocatori impegnati in campionato in Francia, riuscì a reggere il confronto, arrivando addirittura a comandare il gioco intorno alla mezz'ora per 12-10 grazie a un drop di Griffen e a tre calci di Peens; la mischia italiana riuscì a guadagnare diversi calci piazzati, sei dei quali alla fine trasformati dallo stesso Peens per un risultato finale di 35-21 a favore dei sudamericani.
Per il secondo test a Córdoba diversi elementi rientrarono in entrambe le squadre, e fu chiamato d'urgenza Ramiro Pez, argentino che giocava per l'Italia ma da due anni fuori dalle convocazioni internazionali, in quei giorni in vacanza nella sua città d'origine e quindi subito disponibile per sostituire gli infortunati Orquera e Scanavacca. Proprio Pez aprì le marcature per gli Azzurri al 15’, con gli argentini avanti per 7-0; una volta pareggiato il conto, un break di Peens dalla piazzola e una meta di Parisse al 33’ portarono avanti gli Azzurri; Gonzalo Canale allo scadere portò l'Italia avanti per 27-13 alla fine del primo tempo.
Nella ripresa la squadra di Berbizier resistette al ritorno degli avversari che andarono in meta con Felipe Contepomi e accorciarono con il gioco al piede di Federico Todeschini; gli unici punti italiani furono ancora di Peens dalla piazzola, e negli ultimi 10 minuti la squadra giocò in 14 per l'espulsione di Bortolami ma uscì vittoriosa alfine per 30-29, prima volta contro l'Argentina in trasferta e, per quella stagione, unica vittoria europea contro le squadre di prima fascia dell'emisfero sud.
Una settimana più tardi l'Italia fu a Melbourne contro l'Australia finalista sconfitta della più recente Coppa del Mondo; di fronte a una compagine più tecnica gli Azzurri, appesantiti da un viaggio transcontinentale e dalle fatiche sudamericane, pur autori per la prima volta nella loro storia di tre mete contro gli Wallabies, vennero da costoro travolti con undici marcature per un passivo di 21-69 al termine di un tour che comunque Berbizier definì positivo.

## Risultati

### Itest match
| Arbitro: | Tappe Henning |

|                                                 |      |                                   |
| Arbizu 5’ Todeschini 30’                        | mt   |                                   |
| Todeschini 5’, 30’                              | tr   |                                   |
| Todeschini 10’, 45’, 48’, 55’, 61’, 65’, 80’+3’ | c.p. | 3’, 20’, 22’, 33’, 51’, 70’ Peens |
|                                                 | drop | 1’ Griffen                        |

| Arbitro: | Mark Lawrence |

|                                    |      |                                |
| Todeschini 13’ Contepomi 45’       | mt   | 15’ Pez 33’ Parisse 40’ Canale |
| Todeschini 13’, 45’                | tr   | 15’, 33’, 40’ Peens            |
| Todeschini 23’, 35’, 43’, 50’, 79’ | c.p. | 19’, 30’, 55’ Peens            |

| Arbitro: | Alan Lewis |

| |    |                                          |
| Gregan 7’ Giteau 10’ Chisholm 19’ Tuqiri 24’, 27’, 64’, 75’ Sailor 32’ Rogers 40’ Lyons 52’ Paul 60’ | mt | 37’ Lo Cicero 45’ Mannato 48’ Bergamasco |
| Giteau 10’, 24’, 27’, 32’, 52’, 60’ Mortlock 75’                                                     | tr | 37’, 45’, 48’ Peens                      |

### L'incontro non ufficiale
| Arbitro: | Daniel Jabase |

|                     |      |                                           |
| Vergallo 8’         | mt   | 2’, 12’ Robertson 25’ Sole 80’+3’ Mannato |
|                     | tr   | 2’, 12’, 25’ Orquera                      |
| Graco 23’, 30’, 35’ | c.p. | 44’ Orquera 53’ Marcato                   |